# Estrella Be
Una estrella Be es una estrella, normalmente de tipo espectral B, que muestra líneas de emisión de hidrógeno en su espectro. La emisión no proviene de la estrella, sino de un disco circunestelar originado por la pérdida de masa y la rápida rotación. Se caracterizan por altísimas velocidades de rotación —incluso para estrellas de tipo B—, del orden de 250 a 500 km/s.
Las estrellas Be son estrellas variables cuyas variaciones tienen lugar en distintas escalas de tiempo. Las variaciones a largo plazo (de semanas a décadas) tienen que ver con la formación y la dispersión del disco de material, las de medio plazo (de días a semanas) se asocian al movimiento dentro de sistemas binarios de algunas de estas estrellas, y las variaciones a corto plazo (de 0,3 a 2 días) pueden deberse a pulsaciones no-radiales o a la rotación.
El estado de estrella Be es un estado transitorio. Una estrella puede cambiar de B a Be para luego retornar a la normalidad. A las estrellas de tipos espectrales O y A que presentan este mismo comportamiento también se les llama estrellas Be.

## Principales estrellas Be
| Nombre         | Denominación de Bayer / Flamsteed | Tipo espectral | Velocidad de rotación (km/s) -límite inferior- | Magnitud aparente media |
| -------------- | --------------------------------- | -------------- | ---------------------------------------------- | ----------------------- |
| Achernar       | Alfa Eridani                      | B3Ve           | 251                                            | +0,45                   |
| Tsih           | Gamma Cassiopeiae                 | B0.5IVe        | 300                                            | +2,15                   |
|                | Eta Centauri                      | B1Vne          | 333                                            | +2,23                   |
| Phecda o Phad  | Gamma Ursae Majoris               | A0Ve           | 168                                            | +2,41                   |
|                | Delta Centauri                    | B2IVne         | 263                                            | +2,58                   |
|                | Alfa Arae                         | B2Vne          | 298                                            | +2,85                   |
| Alcíone        | Eta Tauri                         | B7IIIe         | 215                                            | +2,85                   |
| Gomeisa        | Beta Canis Minoris                | B8Ve           | 276                                            | +2,89                   |
| PP Carinae     | p Carinae                         | B4Vne          | 285                                            | +3,36                   |
| Electra        | 17 Tauri                          | B6IIIe         | 170                                            | +3,72                   |
|                | Kappa Draconis                    | B6IIIpe        | 250                                            | +3,88                   |
|                | 48 Persei                         | B3Ve           | 190                                            | +4,00                   |
| Merope         | 23 Tauri                          | B6IVe          | 282                                            | +4,14                   |
|                | Theta Coronae Borealis A          | B6Vnn          | 393                                            | +4,14                   |
|                | Psi2 Aquarii                      | B5V            | 332                                            | +4,39                   |
| Fum al Samakah | Beta Piscium                      | B6Ve           | 104                                            | +4,49                   |
|                | Ómicron Puppis                    | B1IVnne        | 440                                            | +4,50                   |
|                | Fi Andromedae A                   | B6IVe          | 81                                             | +4,54                   |
| Seat           | Pi Aquarii                        | B1Ve           | 300                                            | +4,79                   |
|                | Psi1 Orionis                      | B1Ve           | 310                                            | +4,87                   |
| Pléyone        | 28 Tauri                          | B8Vpe          | 329                                            | +5,05                   |